# فواز عبد العزيز الفرح
فواز عبد العزيز الفرح (1958- 2024) هو رئيس الإدارة العامة للطيران المدني بدولة الكويت منذ عام 2006 حتى تقاعده عام 2016. وخلال فترة رئاستة لهذه الإدارة تم تحديث الغالبية العظمى من الاتفاقيات الثنائية لتنظيم النقل الجوي المبرمة بين دولة الكويت والدول الأخرى وإبرام اتفاقيات جديدة لمواكبة سياسة فتح الأجواء التي انتهجتها حكومة دولة الكويت منذ عام 2006  حتى وصل عدد هذه الاتفاقيات إلى أكثر من 120 اتفاقية، واعداد مسودة مشروع قانون جديد شامل للطيران المدني في دولة الكويت وتقديمها للجهات المختصه لإقراره. وقامت الإدارة خلال هذة الفترة كذلك بتحديث المخطط الهيكلي العام لمطار الكويت الدولي، وفي إطار هذا المخطط طرحت الإدارة عدداً من المشاريع الحيوية لتعزيز وتطوير البنية التحتية لمرافق الطيران المدني المختلفة ومنها توسعة مبنى الركاب رقم (1) الذي أنشىْ عام 1979 بالمطار من خلال إنشاء وتشغيل 7 بوابات مغادرة جديدة واستحداث مساحات وقاعات إضافية لخدمة الركاب بهدف استيعاب نمو حركة المسافرين، وكذلك تحديث المنظومة الآلية لنقل الأمتعة في المبنى، وتحديث الواجهات الخارجية والديكورات والأرضيات الداخلية لهذا المبنى واستكمال أعمال التدعيم الإنشائي له، وتوفير خدمة الواي فاي مجانياً على نطاق هذا المبنى بالكامل، بالإضافة إلى افتتاح مبنى جديد للطيران العام في المطار، وقامت الإدارة بإنشاء ساحات ومواقف جديدة إضافية للطائرات لاستيعاب زيادة الحركة، وقد طرحت الإدارة مشروع مبنى الركاب المساند خلال هذة الفترة الذي أصبح لاحقاً مبنى الركاب رقم (4) والمخصص لرحلات الخطوط الجوية الكويتية،  واستكملت الإدارة عدداً من مشاريع تطوير منظومة الملاحة الجوية بدولة الكويت ومنها مشروع نظم الاتصالات الملاحية، ومشروع برامج إدارة المراقبة الجوية ومشروع شبكة تبادل المعلومات بالمطار، ومشروع تطوير نظام محطات الإنذار المبكر، الأرصاد الجوية ومشروع اجهزه الهبوط الالي للطائرات، وتنفيذ مشروع الرادار الجديد في مطار الكويت الدولي. كما استحدثت الإدارة لأول مرة رسوم عبور الطائرات للأجواء الكويتية وتطبيق الآلية المناسبة لتحصيل هذه الرسوم بهدف تعزيز إيرادات الدولة من هذا المرفق الحيوي. واستمرت الإدارة كذلك بنهج تكويت كادرها الوظيفي حتى وصلت نسبة الكويتيين العاملين فيها إلى 98%.

## المؤهلات العلمية:
درس فواز الفرح  في 'مدرسة المأمون الابتدائية للبنين' و من ثم 'مدرسة الشامية المتوسطة للبنين' بمنطقة الشامية، و تخرج في المرحلة الثانوية من 'ثانوية كيفان للبنين' بمنطقة كيفان في دولة الكويت، و استكمل تعليمه كالتالي:
- بكالوريوس إدارة أعمال – جامعة الكويت – 1981.
- ماجستير إدارة الأعمال – الجامعة الأمريكية – واشنطن دي سي – الولايات المتحدة الأمريكية 1984.
- شهادات اجتياز من العديد من الدورات التخصصية والندوات الدراسية في مجالات تشريعات الطيران المدني والسلامة الجوية ومجالات النقل الجوي المختلفة.

## الوظائف/ الخبرات العملية
- باحث إداري بإدارة النقل الجوي – الإدارة العامة للطيران المدني (1981-1987).
- مراقب العلاقات الدولية بإدارة النقل الجوي – الإدارة العامة للطيران المدني (1987-1988).
- مدير إدارة النقل الجوي – الإدارة العامة للطيران المدني (1989-1996).
- أمين سر المجلس الأعلى للطيران المدني (1995-2006).
- مدير إدارة سلامة الطيران – الإدارة العامة للطيران المدني (1996-1997).
- نائب مدير عام الطيران المدني لشؤون سلامة الطيران والنقل الجوي بدرجة وكيل وزارة مساعد (1997-2006).
- عضو مجلس إدارة مؤسسة الخطوط الجوية الكويتية (2002-2006).
- رئيس الإدارة العامة للطيران المدني بالدرجة الممتازة (2006-2016).[27][28]
- عضو المجلس الأعلى للطيران المدني (2006-2016).[29]
- نائب رئيس مجلس إدارة مؤسسة الخطوط الجوية الكويتية من 2007 حتى صدور تعديلات قانون خصخصة المؤسسة [30] وتحويلها إلى شركة في أكتوبر 2012 وبذلك كان آخر نائب رئيس لمجلس إدارة المؤسسة قبل تحويلها إلى شركة.
- ممثل الإدارة العامة للطيران المدني بدولة الكويت في العديد من مؤتمرات الطيران المدني والاجتماعات على المستويين الدولي والإقليمي.
- ممثل الإدارة العامة للطيران المدني في مفاوضات النقل الجوي[31][32][33] الثنائية كرئيس أو عضو الوفد الكويتي.
- ترأس وشارك في عضوية العديد من اللجان وفرق العمل المتخصصة في مختلف مجالات الطيران المدني.
- رئيس وفد مجلس التعاون لدول الخليج العربية للاجتماع الثاني لمجلس التعاون والحوار الخليجي / الأوروبي في مجال النقل الجوي (28-29 أكتوبر 2014).[34]